# Parafia św. Antoniego w Rudzie Różanieckiej
Parafia św. Antoniego w Rudzie Różanieckiej – parafia rzymskokatolicka znajdująca się w dekanacie Narol, w diecezji zamojsko-lubaczowskiej. 
Do parafii należą wierni z Rudy Różanieckiej.

## Historia
Pierwsza wzmianka o Rudzie Różanieckiej pochodzi z 1706 roku. Wieś należała do parafii w Płazowie. W 1944 roku Niemcy zbudowali świetlice wojskową. 
W 1946 roku budynek został zaadaptowany na kościół filialny. 26 czerwca 1966 roku z polecenia ks. inf. administratora apostolskiego w Lubaczowie Jana Nowickiego przybył ks. Zbigniew Mroczkowski w celu organizowania parafii. 11 grudnia zostały poświęcone sprzęty liturgiczne w kościele. Parafia Ruda Różaniecka jest pod patronatem św. Antoniego Padewskiego.
Proboszczowie parafii
1966–1992. ks. Zbigniew Mroczkowski,
1992–2000. ks. Leon Rogalski,
2000–2007. ks. Grzegorz Stankiewicz,
od 2007 ks. Waldemar Górski.
Na terenie parafii znajduje się kaplica w Domu Pomocy Społecznej.